# Todmobile
Todmobile ist eine isländische Pop-Rock-Band. Sie wurde 1988 von Andrea Gylfadóttir (Gesang), Eyþór Arnalds (Gesang und Cello) sowie Þorvaldur Bjarni Þorvaldsson (Gesang, Gitarre) gegründet.

## Geschichte
Das erste Album von Todmobile, Betra en nokkuð annað, erschien 1989 und wurde von der Kritik positiv aufgenommen. Vom einfach Todmobile genannten zweiten Album (1990) wurden über 8000 Exemplare verkauft, was nach den in Island damals geltenden Kriterien den Status einer Platin-Schallplatte bedeutete. Nach dem vierten, ebenfalls sehr erfolgreichen Studioalbum Spillt (1993) löste sich die Band vorerst auf. 1996 führten Andrea und Þorvaldur zusammen mit Vilhjálmur Goði anstelle von Eyþór die Band aber fort und veröffentlichten das Album Perlur og svín. Seither hat Todmobile zwei weitere Studioalben, eine Live-CD und -DVD mit dem Isländischen Sinfonieorchester (2004) und Kompilationen veröffentlicht. Seit 2003 ist auch das Gründungsmitglied Eyþór Arnalds wieder mit Todmobile aktiv.

## Diskografie

### Studioalben
- 1989 – Betra en nokkuð annað
- 1990 – Todmobile
- 1991 – Ópera
- 1993 – Spillt
- 1996 – Perlur og svín
- 2006 – Ópus 6
- 2011 – 77
- 2014 – Úlfur

### Andere Veröffentlichungen
- 1992 – Tarantulo
- 1992 – 2603
- 2000 – Best
- 2004 – Sinfónía
- 2005 – Brot af því besta
- 2009 – Spiladós: 1989-2009